# Germanijev(IV) oksid
Germanijev(IV) oksid, germanijev dioksid ali germanijev oksid je anorganska spojina s formulo GeO2. Je glavni vir elementarnega germanija. Nastaja na površini germanija s kisikom iz zraka in ščiti kovino pred nadaljnjo korozijo. 

## Struktura
Med polimorfi germanijevega(IV) oksida prevladujeta heksagonalna in tetragonalna struktura. Heksagonalni GeO2, v katerem ima germanij koordinacijsko število 4, ima enako zgradbo kot β-kremen. Tetragonalni GeO2 (mineral argutit) ima rutilu podobno strukturo, kakršno ima stishovit. V tej strukturi ima germanij koordinacijsko število 6. Amorfni (steklasti) GeO2 ima podobno strukturo kot taljeni silicijev dioksid.
Germanijev(IV) oksid se lahko pripravi tako v kristalinični kot v amorfni obliki. Amorfni GeO2 je pri normalnem tlaku zgrajen iz mreže tetraedrov GeO4. Z večanjem tlaka do približno 9 GPa germanijevo povprečno koordinacijsko število neprekinjeno raste od 4 do približno 5, kar se odrazi tudi na dolžini vezi Ge-O. Pri višjih tlakih do približno 15 GPa se povprečno koordinacijsko število germanija poveča na 6. Struktura je sestavljena iz oktaedrov GeO6. Če se tlak kasneje zmanjša, se struktura vrne v tetraedrično obliko. Pri visokih tlakih se struktura rutila pretvori v ortorombsko obliko CaCl2.

## Pridobivanje
Germanijev(IV) oksid se pridobiva z intenzivnim žarenjem kovinskega germanija ali germanijevega sulfida v kisikovi atmosferi:
{\displaystyle \mathrm {Ge+O_{2}\rightarrow GeO_{2}} }
{\displaystyle \mathrm {GeS_{2}+3O_{2}\rightarrow GeO_{2}+2SO_{2}} }
Na zelo enostaven način se lahko pripravi s hidrolizo germanijevega(IV) klorida.
{\displaystyle \mathrm {GeCl_{4}+2\ H_{2}O\rightarrow GeO_{2}+4\ HCl} }

## Reakcije
S segrevanjem  z uprašenim germanijem pri 1000 °C se pretvori v germanijev(II) oksid (GeO).
Heksagonalna oblika germanijevega(IV) oksida (ρ = 4,29 g/cm3) je bolj topna v kislinah kot rutilna oblika (ρ = 6,27 g/cm3). V obeh primerih pri tem nastane germanijeva kislina H4GeO4 (ali  Ge(OH)4). GeO2 je bolj kot v kislinah topen v alkalijah in tvori soli germanate.
S klorovodikovo kislino tvori lahko hlapen in koroziven germanijev tetraklorid.

## Oporaba
Germanijev dioksid je zaradi velikega lomnega količnika (1,7) in majhnega sipanja svetlobe uporaben za izdelavo širokokotnih objektivov in objektivov optičnih mikroskopov. V infrardeči  svetlobi je prozoren.
V zmesi s silicijevim dioksidom se uporablja za proizvodnjo optičnih vlaken in vodnikov. S spreminjanjem razmerja med oksidoma se lahko natančno določi lomni količnik. Silikatno-germanijeva stekla imajo nižjo viskoznost in večji lomni količnik od čistega kremenčevega stekla. Če se germanijev dioksid zamenja s titanovim dioksidom, naknadna termična obdelava, brez katere so vlakna krhka, ni potrebna.
GeO2 se uporablja kot katalizator v proizvodnji polietilen tereftalatnih smol in nekaterih vrst fosforja, in surovina za polprevodnike in druge germanijeve spojine.
V algakulturi se uporablja kot zaviralec rasti nezaželenih diatomej v kulturah drugih alg. Diatomeje rastejo relativno hitro in zato izrinejo soje zelenih alg. Deluje tako, da v biokemijskih procesih diatomej silicij zamenja z germanijem  in bistveno upočasni njihovo rast. Na druge alge ima zelo majhen vpliv. Delovne koncentracije germanija morajo biti od 1 do 10 mg/l, odvisno od stopnje kontaminacije in vrste diatomej.

## Vpliv na zdravje
Germanijev dioksid  ima majhno toksičnost, v visokih odmerkih pa povzroči akutno zastrupitev in  okvare ledvic.
Uporablja se kot dodatek germanija v nekaterih spornih prehranskih dodatkih in »čudežnih zdravilih«.